# Melicytus drucei
Melicytus drucei är en tvåhjärtbladig växtart som beskrevs av B.P.J. Molloy och B.D. Clarkson. Melicytus drucei ingår i släktet Melicytus och familjen Achariaceae. Inga underarter finns listade i Catalogue of Life.